# Салливан (округ, Миссури)
Округ Салливан (англ. Sullivan County) — округ штата Миссури, США. Население округа на 2009 год составляло 6835 человек. Административный центр округа — город Майлан.

## История
Округ Салливан основан в 1843 году.

## География
Округ занимает площадь 1686.1 км2.

## Демография
Согласно оценке Бюро переписи населения США, в округе Салливан в 2009 году проживало 6835 человек. Плотность населения составляла 4.1 человек на квадратный километр.